# ریت‌فلد، خیسن‌لاندن
ریت‌فلد (به هلندی: Rietveld) یک منطقهٔ مسکونی در هلند است که در خیسن‌لاندن واقع شده‌است. ریت‌فلد ۱۸۰ نفر جمعیت دارد.